# 200 mètres féminin aux Jeux olympiques d'été de 1992 (athlétisme)
Navigation
Séoul 1988 Atlanta 1996
L'épreuve du 200 mètres féminin aux Jeux olympiques de 1992 s'est déroulée du 3 août au 6 août 1992 au Stade olympique de Montjuic de Barcelone, en Espagne.  Elle est remportée par l'Américaine Gwen Torrence.

## Faits marquants
51 concurrentes représentant 40 nations participent à l'épreuve.
L'Allemande Katrin Krabbe, qui avait qui avait remporté les championnats d'Europe en 1990 et les championnats du monde en 1991, avait été aux prises avec une affaire de dopage en début d'année, puis avait déclaré forfait pour les Jeux. En dehors de la Jamaïcaine Merlene Ottey, vainqueur aux Jeux du Commonwealth de 1990, l'Américaine Gwen Torrence figurait parmi les prétendantes au titre.
Après avoir terminé 4e de la finale du 100 m, Torrence avait laissé entendre que deux des trois médaillées étaient dopées, avant de se rétracter. Elle établit le meilleur temps des demi-finales en 21 s 72, devançant Juliet Cuthbert, 21 s 75 et Irina Privalova, 22 s 08. Dans l'autre demi-finale, Ottey se qualifiait pour sa quatrième finale olympique sur 200 m, devant l'Américaine Carlette Guidry. Seules trois nations étaient représentées en finale. A mi-course, les concurrentes placées aux quatre couloirs centraux sont au coude à coude, mais Torrence fait la différence et s'impose en 21 s 81 face à Cuthbert et à Ottey.

## Records avant compétition
Avant cette compétition, les records dans cette discipline étaient les suivants : 
| Record du monde  | Marita Koch (GDR) Heike Drechsler (GDR) | 21 s 71 | Karl-Marx-Stadt Potsdam Iéna Stuttgart | 10 juin 1979 21 juillet 1984 29 juin 1986 29 août 1986 |
| Record olympique | Valerie Brisco-Hooks (USA)              | 21 s 81 | Los Angeles                            | 9 août 1984                                            |

## Résultats

### Séries
Les 4 premières de chaque série et les 4 meilleurs temps parmi les autres concurrentes se qualifient pour les quarts de finale.

### Quarts de finale
Les 4 premières de chaque série se qualifient pour les demi-finales.
| Rang | Athlète              | Pays                        | Temps   | Notes |
| ---- | -------------------- | --------------------------- | ------- | ----- |
| 1    | Juliet Cuthbert      | Jamaïque                    | 22 s 01 | Q, PB |
| 1    | Michelle Finn        | États-Unis                  | 22 s 42 | Q, PB |
| 3    | Pauline Davis        | Bahamas                     | 22 s 44 | Q, SB |
| 4    | Silke Knoll          | Allemagne                   | 22 s 46 | Q     |
| 5    | Marina Trandenkova   | Équipe unifiée de l’ex-URSS | 22 s 50 | SB    |
| 6    | Wang Huei-Chen       | Taipei chinois              | 22 s 93 |       |
| 7    | Simmone Jacobs       | Grande-Bretagne             | 23 s 61 |       |
| 8    | Valérie Jean-Charles | France                      | 23 s 64 |       |

| Rang | Athlète            | Pays           | Temps   | Notes |
| ---- | ------------------ | -------------- | ------- | ----- |
| 1    | Gwen Torrence      | États-Unis     | 22 s 21 | Q     |
| 2    | Grace Jackson      | Jamaïque       | 22 s 59 | Q, SB |
| 3    | Elinda Vorster     | Afrique du Sud | 22 s 99 | Q, SB |
| 4    | Sisko Hanhijoki    | Finlande       | 23 s 09 | Q, SB |
| 5    | Lucrécia Jardim    | Portugal       | 23 s 09 | NR    |
| 6    | Lalao Ravaonirina  | Madagascar     | 23 s 63 | PB    |
| 7    | Damayanthi Dharsha | Sri Lanka      | 23 s 89 |       |
| 8    | Georgette Nkoma    | Cameroun       | 24 s 06 |       |

| Rang | Athlète           | Pays                        | Temps   | Notes |
| ---- | ----------------- | --------------------------- | ------- | ----- |
| 1    | Galina Malchugina | Équipe unifiée de l’ex-URSS | 22 s 22 | Q, SB |
| 2    | Carlette Guidry   | États-Unis                  | 22 s 26 | Q     |
| 3    | Anelia Nuneva     | Bulgarie                    | 22 s 62 | Q, SB |
| 4    | Jennifer Stoute   | Grande-Bretagne             | 22 s 73 | Q, PB |
| 5    | Sabine Günther    | Allemagne                   | 23 s 10 |       |
| 6    | Iolanda Oanță     | Roumanie                    | 23 s 75 |       |
| 7    | Karen Clarke      | Canada                      | 23 s 80 |       |
| 8    | Heather Samuel    | Antigua-et-Barbuda          | 24 s 12 |       |

| Rang | Athlète           | Pays                        | Temps   | Notes |
| ---- | ----------------- | --------------------------- | ------- | ----- |
| 1    | Merlene Ottey     | Jamaïque                    | 21 s 94 | Q     |
| 2    | Irina Privalova   | Équipe unifiée de l’ex-URSS | 22 s 45 | Q     |
| 3    | Mary Onyali       | Nigeria                     | 22 s 60 | Q, SB |
| 4    | Melinda Gainsford | Australie                   | 22 s 96 | Q     |
| 5    | Andrea Thomas     | Allemagne                   | 23 s 19 |       |
| 6    | Karin de Lange    | Pays-Bas                    | 23 s 41 | SB    |
| 7    | Sabine Tröger     | Autriche                    | 23 s 41 |       |
| 8    | Ruth Morris       | Îles Vierges des États-Unis | 24 s 26 |       |

### Demi-finales
Les 4 premières de chaque série se qualifient pour la finale.
| Rang | Athlète           | Pays                        | Temps   | Notes |
| ---- | ----------------- | --------------------------- | ------- | ----- |
| 1    | Merlene Ottey     | Jamaïque                    | 22 s 12 | Q, SB |
| 2    | Carlette Guidry   | États-Unis                  | 22 s 31 | Q     |
| 3    | Galina Malchugina | Équipe unifiée de l’ex-URSS | 22 s 44 | Q     |
| 4    | Grace Jackson     | Jamaïque                    | 22 s 58 | Q, SB |
| 5    | Silke Knoll       | Allemagne                   | 22 s 60 |       |
| 6    | Pauline Davis     | Bahamas                     | 22 s 61 |       |
| 7    | Elinda Vorster    | Afrique du Sud              | 23 s 08 |       |
| 8    | Sisko Hanhijoki   | Finlande                    | 23 s 26 |       |

| Rang | Athlète           | Pays                        | Temps   | Notes |
| ---- | ----------------- | --------------------------- | ------- | ----- |
| 1    | Gwen Torrence     | États-Unis                  | 21 s 72 | Q, PB |
| 2    | Juliet Cuthbert   | Jamaïque                    | 21 s 75 | Q, PB |
| 3    | Irina Privalova   | Équipe unifiée de l’ex-URSS | 22 s 08 | Q     |
| 4    | Michelle Finn     | États-Unis                  | 22 s 39 | Q, PB |
| 5    | Mary Onyali       | Nigeria                     | 22 s 60 |       |
| 6    | Jennifer Stoute   | Grande-Bretagne             | 23 s 01 |       |
| 7    | Melinda Gainsford | Australie                   | 23 s 03 |       |

### Finale
| Rang               | Athlète           | Pays                        | Temps   | Notes |
| ------------------ | ----------------- | --------------------------- | ------- | ----- |
| Médaille d'or      | Gwen Torrence     | États-Unis                  | 21 s 81 |       |
| Médaille d'argent  | Juliet Cuthbert   | Jamaïque                    | 22 s 02 |       |
| Médaille de bronze | Merlene Ottey     | Jamaïque                    | 22 s 09 |       |
| 4                  | Irina Privalova   | Équipe unifiée de l’ex-URSS | 22 s 19 |       |
| 5                  | Carlette Guidry   | États-Unis                  | 22 s 30 |       |
| 6                  | Grace Jackson     | Jamaïque                    | 22 s 58 |       |
| 7                  | Michelle Finn     | États-Unis                  | 22 s 61 |       |
| 8                  | Galina Malchugina | Équipe unifiée de l’ex-URSS | 22 s 63 |       |

## Légende
Records et Performances
- AR : Record continental (area record)
- CR : Record des championnats (championship record)
- MR : Record du meeting (meet record)
- NR : Record national (national record)
- OR : Record olympique (olympic record)
- PR : Record paralympique (paralympic record)
- PB : Record personnel (personal best)
- SB : Meilleure performance personnelle de la saison (season's best)
- WL : Meilleure performance mondiale de l'année (world leader)
- WJR : Record du monde junior (world junior record)
- WR : Record du monde (world record)

Circonstances et Conditions
- DNF : N'a pas terminé (did not finish)
- DNS : N'a pas pris le départ (did not start)
- DQ : Disqualification (disqualification)
- NM : Aucun essai valable enregistré (No Mark)
- Q : Qualifié « directement » au prochain tour (ou à la prochaine compétition), lors d'une compétition majeure, grâce au classement ou à la réalisation des minima (automatic qualifier)
- q : Qualifié au prochain tour (ou à la prochaine compétition), lors d'une compétition majeure, grâce au repêchage ou à la réalisation de l'une des meilleures performances parmi celles des « non qualifiés directement » (grâce au meilleur temps ou à la meilleure distance par exemple) (secondary qualifier)